# Złota kolekcja: Za wszystkie noce
Złota kolekcja: Za wszystkie noce – album kompilacyjny polskiej piosenkarki Eleni, wydany w 1999 roku nakładem Pomaton Emi.
Płyta wydana została jako część serii Złota kolekcja. Album doczekał się reedycji w roku 2012 w wersji poszerzonej (2 CD), płyta nr 2 nosiła tytuł Miłość woła nas. Materiał wydano również na kasecie magnetofonowej.
Zarówno album wydany w 1999 jak i dwupłytowa reedycja z 2012 uzyskały statusy złotych płyt.

## Lista utworów
Na krążku znalazły się następujące utwory: 
| 1.  | "Miłość jak wino"                                       |  |
|     | - muzyka i tekst: Kostas Dzokas, Lech Konopiński        |  |
| 2.  | "Po słonecznej stronie życia"                           |  |
|     | - muzyka i tekst: Kostas Dzokas, Paweł Lejman           |  |
| 3.  | "Ballado, hej!"                                         |  |
|     | - muzyka i tekst: Andrzej Kuryło, Kostas Dzokas         |  |
| 4.  | "Dla Ciebie jestem ja"                                  |  |
|     | - muzyka i tekst: Kostas Dzokas, Magdalena Wojtaszewska |  |
| 5.  | "Za wszystkie noce"                                     |  |
|     | - muzyka i tekst: Kostas Dzokas, Lech Konopiński        |  |
| 6.  | "Na wielką miłość"                                      |  |
|     | - muzyka i tekst: Kostas Dzokas, Lech Konopiński        |  |
| 7.  | "Na miłość nie ma rady"                                 |  |
|     | - muzyka i tekst: Kostas Dzokas, Lech Konopiński        |  |
| 8.  | "Miły już jesień"                                       |  |
|     | - muzyka i tekst: Kostas Dzokas, Magdalena Wojtaszewska |  |
| 9.  | "Nasz najpiękniejszy dzień"                             |  |
|     | - muzyka i tekst: Jerzy Milian, Kazimierz Łojan         |  |
| 10. | "Spójrz z dwóch stron"                                  |  |
|     | - muzyka i tekst: Andrzej Kuryło, Wojciech Trzciński    |  |
| 11. | "Tu się zaczyna świat"                                  |  |
|     | - muzyka i tekst: Andrzej Błaszczyk, Kostas Dzokas      |  |
| 12. | "Przystań pod gwiazdami"                                |  |
|     | - muzyka i tekst: Kostas Dzokas, Lech Konopiński        |  |
| 13. | "Za dziesięć lat"                                       |  |
|     | - muzyka i tekst: Aleksander Białous, Jacek Bukowski    |  |
| 14. | "Tu nie zawinił nikt"                                   |  |
|     | - muzyka i tekst: Andrzej Ellmann, Lech Konopiński      |  |
| 15. | "Wierząc w siłę ziemi"                                  |  |
|     | - muzyka i tekst: Piotr Kałużny                         |  |
| 16. | "Nie wszystko z latem kończy się"                       |  |
|     | - muzyka i tekst: Kostas Dzokas, Magdalena Wojtaszewska |  |
| 17. | "Tylko w Twoich dłoniach"                               |  |
|     | - muzyka i tekst: Aleksander Białous, Jacek Bukowski    |  |
| 18. | "Radość ze szkła"                                       |  |
|     | - muzyka i tekst: Aleksander Białous, Jacek Bukowski    |  |
| 19. | "Ave Maria"                                             |  |
|     | - muzyka i tekst: Charles Gounod, Johann Sebastian Bach |  |
| 20. | "Recuerdos de la Alhambra"                              |  |
|     | - muzyka i tekst: Francisco Tárrega                     |  |